# Austin, Minnesota
Austin är administrativ huvudort i Mower County i den amerikanska delstaten Minnesota. Orten fick sitt namn efter bosättaren Austin Nichols.

## Kända personer från Austin
- Lee Janzen, golfspelare
- Paul Michael Stephani (även känd under namnet Weepy-Voiced Killer), seriemördare
- Tom Lehman, golfspelare